# 2014 OL339
2014 OL339 est un astéroïde Aton,, temporairement quasi-satellite de la Terre.
Il a été découvert le 29 juillet 2014 par l'astrophysicien Farid Char du département d'astronomie de l'université d'Antofagasta (Chili), par l'analyse d'images prises par le télescope Isaac-Newton de l'observatoire du Roque de los Muchachos à Garafía (La Palma, Canaries, Espagne). Sa découverte a été confirmée par le Centre des planètes mineures le 4 août 2014.